# 今井美樹 (食生活学者)
今井 美樹（いまい みき）は、日本の食生活学者・ジェンダー学者。昭和女子大学人間社会学部准教授。同大学の女性文化研究所、生活機構研究科、現代教育研究所の教員を兼務する。調理教育研究分野におけるパイオニアと評価されている。

## 略歴
1965年生まれ。1988年に昭和女子大学家政学部生活科学科を卒業した後、食品会社に勤務する。その後、高等学校で家庭科教員として働きつつ、昭和女子大学大学院生活機構研究科生活文化研究専攻へ進学。修士課程修了後は研究生という地位で研究を続けながら、非常勤で高等学校・専門学校・短期大学のほか、神奈川県立保健福祉大学の教壇にも立った。2005年に昭和女子大学短期大学部初等教育学科の専任講師となり、同年の9月から同大学大学院生活機構研究科生活機構学専攻の博士課程へ入学。同年には日本調理科学会奨励賞を受賞している。2008年9月に博士（学術）を取得して大学院を修了した。指導教官は天野寛子だった。その後は、同大学の人間社会学部初等教育学科で専任講師、2013年からは准教授を歴任し、家庭科教育などを担当している。また、2009年から女性文化研究所、2014年からは現代教育研究所の所員を兼務している。

## 研究
2012年に執筆した著書『近代日本の民間の調理教育とジェンダー』は、調理教育分野で初めてジェンダー研究をテーマにしたもので、ジェンダー統計的手法により、従来は統計的に把握されていなかった明治時代や大正時代の記事や文書から民間の調理教育に関するジェンダー構造を客観的に実証した。著書の目的は近代の3つの時期に関して、民間の調理教育の特徴を明らかにし、それに携わった人々のジェンダー状況を構造的に明らかにし、調理教育による当時の女性に対する積極的意義と限界を可視化することであった。今井は、明治期から調理教育には少数ながら女性が加わっていたものの、代表は男性であり、料理雑誌での担当記事でも性差があったこと、しかし優れた調理能力を持つ一部の女性が活躍してきたことを明らかにした。この著書は完成までに18年の期間を要し、科学研究費助成事業の対象として刊行された。
押谷由夫からは民間の調理教育を題材とし、明治から戦前までをトータルで研究対象としたことで大きな視点から新たな研究の広がりを感じさせる点、専門的な料理雑誌・調理教育を詳細に分析したことで専門家のみしか知らなかった世界を公開することに成功した点、調理研究におけるジェンダーが日本の近代に構築されたものであることを実証的に明らかにした点などが魅力的であるとされ、「よくこれだけ文献を読みこなし丁寧に分析されたものだと感心させられる」と評価された。また、この研究は坂東眞理子基金女性文化研究奨励賞を受賞した。選考委員会からは「堅実で地道な資料分析」と評価され、坂東眞理子からは「大変立派」「真摯に研究を重ねてこられた」と称賛された。このほかにも専門学会を始めとする様々な研究機関から賞を授与された。2014年には日本家政学会食文化研究部会の奨励賞も受賞している。

## 主な著書
- 『近代日本の民間の調理教育とジェンダー』2012年。
- 『テキスト 調理実習 –家庭科教員養成における調理教育の実際–』2020年。
- 『調理学実習I –栄養士・家庭科教員養成における調理教育の実際–』2021年。

ほか共著多数。